# William Schaus
William M. Schaus (New York, 11 januari 1858 - 20 juni 1942) was een Amerikaans entomoloog. Hij specialiseerde zich in de studie van Neotropische Lepidoptera en is de wetenschappelijke auteur van meer dan 300 nieuwe geslachten en 5000 nieuwe soorten, vooral uit tropisch Amerika.

## Biografie
Zijn vader William Schaus sr., een tot Amerikaans staatsburger genaturaliseerde Duitser, was een rijke kunstverzamelaar en -handelaar in New York. Omdat het de bedoeling was dat hij de zaak van zijn vader zou voortzetten, studeerde William jr. aanvankelijk kunst, muziek en talen in Amerika en Europa; maar al vroeg raakte hij onder invloed van Henry Edwards geïnteresseerd in de entomologie, en besloot tegen de wil van zijn vader in, zich te wijden aan de studie van Lepidoptera. Hij was vele jaren een zelfstandig privé-onderzoeker en ondernam talrijke reizen naar Centraal- en Zuid-Amerika en de Caraïben om specimens te verzamelen. Hij verbleef ook een aantal jaren in Europa. Tijdens zo een verblijf kocht hij een deel van de verzameling van Paul Dognin, die hij later schonk aan het American Museum of Natural History. Schaus verzamelde op zijn reizen meer dan 200.000 exemplaren van Lepidoptera.
Van 1919 tot zijn pensioen in 1938 werkte hij voor het Bureau of Entomology van het Amerikaanse ministerie van landbouw. De laatste twintig jaar van zijn leven was hij ook verbonden aan de Smithsonian Institution als ere-conservator van insecten. Hij schonk zijn bibliotheek en het grootste deel van zijn verzameling aan het National Museum of Natural History van de Institution.

## Eerbetoon
De geslachten Schausia, Schausiella en Schausiania zijn naar hem genoemd, evenals talrijke soorten met het epitheton schausi. 